# Bones (serie televisiva)
(Tagline della serie televisiva)
Bones è una serie televisiva statunitense prodotta dal 2005 al 2017.
Protagonista della serie è Temperance "Bones" Brennan, un'antropologa forense la quale, per via della sua bravura e competenza nell'analisi di resti umani, collabora con l'agente Seeley Booth dell'FBI alla risoluzione di complicati casi di omicidio. La serie è liberamente ispirata alle avventure di Temperance Brennan, l'omonimo personaggio letterario protagonista dei romanzi dell'antropologa forense Kathy Reichs (lei stessa tra le produttrici di Bones).
Bones è stata trasmessa in prima visione negli Stati Uniti da Fox dal 13 settembre 2005, mentre in Italia è stata trasmessa in chiaro dai canali Mediaset e sul satellite da Fox Life, Fox e Fox Crime.

## Trama
Washington. La dottoressa Temperance Brennan è un'antropologa forense di fama internazionale che lavora con il suo staff per il Jeffersonian Institute (ispirato allo Smithsonian Institution e alla sua reale collaborazione con l'FBI), oltre a essere una scrittrice di romanzi di successo ispirati alla sua professione. Un giorno Temperance viene contattata da un agente dell'FBI, Seeley Booth, per aiutarlo a risolvere un caso di omicidio in cui il cadavere della vittima è in condizioni molto deteriorate (decomposizione, combustione e mummificazione), e per la cui identificazione è necessaria l'analisi delle ossa; i due avevano già lavorato insieme in passato e non si erano lasciati in buoni rapporti, ma decidono di mettere da parte il loro risentimento e tornano a collaborare. L'indagine viene presto risolta e, visti i risultati, da quel momento "Bones" ("Ossa" – così Temperance viene soprannominata da Booth) e la sua squadra iniziano a collaborare assiduamente con Booth e il Bureau per risolvere casi di omicidio all'apparenza molto complicati.

## Episodi
| Stagione            | Episodi | Prima TV originale | Prima TV Italia |
| ------------------- | ------- | ------------------ | --------------- |
| Prima stagione      | 22      | 2005-2006          | 2006-2007       |
| Seconda stagione    | 21      | 2006-2007          | 2007-2008       |
| Terza stagione      | 15      | 2007-2008          | 2008-2009       |
| Quarta stagione     | 26      | 2008-2009          | 2010            |
| Quinta stagione     | 22      | 2009-2010          | 2010            |
| Sesta stagione      | 23      | 2010-2011          | 2011-2012       |
| Settima stagione    | 13      | 2011-2012          | 2012-2013       |
| Ottava stagione     | 24      | 2012-2013          | 2014            |
| Nona stagione       | 24      | 2013-2014          | 2015            |
| Decima stagione     | 22      | 2014-2015          | 2016            |
| Undicesima stagione | 22      | 2015-2016          | 2016            |
| Dodicesima stagione | 12      | 2017               | 2017            |

## Personaggi e interpreti
- Temperance "Bones" Brennan (stagioni 1-12), interpretata da Emily Deschanel, doppiata da Roberta Pellini.
- Seeley Booth (stagioni 1-12), interpretato da David Boreanaz, doppiato da Fabrizio Temperini.
- Angela Montenegro (stagioni 1-12), interpretata da Michaela Conlin, doppiata da Tatiana Dessi (st. 1-4, 6-12) e da Barbara Villa (st. 5).
- Jack Hodgins (stagioni 1-12), interpretato da T. J. Thyne, doppiato da Franco Mannella.
- Zack Addy (stagioni 1-3; ricorrente 4-5, 12; guest 11), interpretato da Eric Millegan, doppiato da Emiliano Coltorti.
- Daniel Goodman (stagione 1), interpretato da Jonathan Adams, doppiato da Roberto Draghetti.
- Camille "Cam" Saroyan (stagioni 2-12), interpretata da Tamara Taylor, doppiata da Irene Di Valmo.
- Lance Sweets (stagioni 3-10), interpretato da John Francis Daley, doppiato da Andrea Mete.
- James Aubrey (stagioni 10-12), interpretato da John Boyd, doppiato da Francesco Venditti.

## Produzione
La maggior parte delle riprese è stata effettuata a Los Angeles, nonostante la serie sia ambientata, principalmente, a Washington, D.C. Per gli esterni dell'immaginario Istituto Jeffersonian sono stati usati il Natural History Museum di Los Angeles e il Wallis Annenberg Building dell'University of Southern California, mentre gli interni sono stati appositamente costruiti nello studio 20th Century Fox del quartiere losangelino di Century City. Eccezionalmente, i primi due episodi della quarta stagione sono stati filmati a Londra e Oxford, in Inghilterra.

## Colonna sonora
La sigla strumentale che accompagna i titoli di testa della serie è stata scritta e realizzata dal duo musicale statunitense The Crystal Method.

## Riconoscimenti
Dal 2006 Bones ha ottenuto diverse candidature agli Emmy Award, Satellite Award, Teen Choice Awards, Young Artist Award e NAACP Image Award. Nel 2009 ha vinto un BMI TV Music Award ai BMI Film & TV Awards.
In Italia, nel maggio del 2010, Bones è stata proclamata la miglior serie televisiva dell'anno al Telefilm Festival di Milano mentre nel 2011, sempre durante lo stesso festival, è arrivata al secondo posto nelle migliori serie televisive dell'anno.
Nell'aprile del 2012, la testata online BuddyTV ha classificato Bones come la 10ª miglior serie mai prodotta dalla 20th Century Fox.

## Citazioni e riferimenti
- La scrittrice e produttrice Kathy Reichs appare in un cameo nell'undicesimo episodio della seconda stagione, Il doppio volto della fede, nel ruolo della professoressa Constance Wright, un'antropologa forense della commissione di laurea di Zack Addy.[7] Nel quindicesimo episodio della seconda stagione, Delitto per delitto, si scopre che la protagonista dei libri di Brennan è proprio Reichs.
- Nel settimo episodio della quinta stagione, Uno strano chef, si può notare su una lavagna luminosa una radiografia di Homer Simpson. Quest'apparizione è giustificata dal fatto che il doppiatore americano Dan Castellaneta, voce originale di Homer, ha avuto un piccolo ruolo nell'episodio in questione, come parte della The Simpsons' Scavenger Hunt: si trattò di un'iniziativa della Fox, realizzata nel 2009 all'interno del suo palinsesto, per festeggiare il ventennale de I Simpson.[8]

## Crossover
- Nel 25º episodio della quarta stagione, Desiderio di maternità, è avvenuto un particolare crossover tra Bones e la serie TV a cartoni animati I Griffin: nell'episodio, Booth è vittima di allucinazioni e si ritrova più volte a conversare con Stewie Griffin.
- Il 5º episodio dell'undicesima stagione, Esperimenti mortali (1), è la prima parte di un crossover con la serie TV Sleepy Hollow, che si conclude nel 5º episodio della terza stagione di quest'ultima, Gli zombie non parlano (2).

## Spin-off
Il 21 aprile 2011, all'interno della sesta stagione di Bones, è stato trasmesso l'episodio La mappa del tesoro, un backdoor pilot che ha introdotto i personaggi dello spin-off Il risolutore. Protagonista della nuova serie è Walter Sherman, un veterano della guerra in Iraq e compagno d'armi di Booth. Il risolutore ha debuttato negli Stati Uniti il 12 gennaio 2012 ed è stata cancellata al termine dell'unica stagione prodotta.